# Mary Philbin
Mary Philbin (ur. 16 lipca 1903, zm. 7 maja 1993) – amerykańska aktorka epoki kina niemego. Najbardziej znana z ról w filmach Upiór w operze (1925) i Człowiek, który się śmieje (1928).

## Życiorys
Urodziła się w Chicago, w irlandzko-amerykańskiej katolickiej rodzinie. Jej ojciec John Philbin urodził się w Ballinrobe, w Irlandii.
Kariera aktorska Mary rozpoczęła się po wygraniu konkursu piękności sponsorowanego przez wytwórnię filmową Universal Pictures. Na ekranie zadebiutowała w 1921 roku. W latach dwudziestych osiągnęła status gwiazdy filmowej pojawiając się w wielu udanych produkcjach. 
W 1922 roku Mary Philbin została uhonorowana nagrodą WAMPAS Baby Stars, którą przyznawano co roku trzynastu młodym aktorkom w Stanach Zjednoczonych, które uważane były za stojące progu gwiazdorstwa filmowego.
W latach trzydziestych, Philbin, która osiągała sukcesy jako aktorka filmu niemego, nie mogła odnaleźć się w epoce filmu dźwiękowego. W nowych warunkach nie była w stanie kontynuować swojej kariery. Ostatecznie wycofała się z aktorstwa na początku lat trzydziestych, poświęcając swoje życie opiece nad starzejącymi się rodzicami. 
Philbin nigdy nie wyszła za mąż i w późniejszym okresie życia unikała wystąpień publicznych. Zmarła na zapalenie płuc, w wieku 90 lat, w Huntington Beach, w 1993 roku.

## Filmografia wybrana
- Upiór w operze (1925)
- Człowiek, który się śmieje (1928)
- Ostatnie przedstawienie (1929)